# Anthony Simpson
Anthony Simpson (n. 28 iulie 1935, Leicester, Anglia, Regatul Unit – d. 14 august 2022, Londra, Anglia, Regatul Unit) a fost un om politic britanic, membru al Parlamentului European în perioadele 1979-1984, 1984-1989 și 1989-1994 din partea Regatului Unit.